# La Dilettante
Pour les articles homonymes, voir Dilettante.
Pour plus de détails, voir Fiche technique et Distribution.
La Dilettante est un film français, réalisé par Pascal Thomas et sorti en 1999.

## Synopsis
Pierrette Dumortier, femme de caractère mais velléitaire et sans défense contre l'ennui, décide un beau jour de quitter son mari et sa vie bourgeoise en Suisse pour retourner à Paris. Elle s'installe dans l'appartement de son fils en banlieue, trouve du travail dans un collège, rencontre la riche famille reconstituée de sa fille, tombe amoureuse d'un prêtre, couche avec le fiancé de sa fille et après plusieurs péripéties se fait manipuler par un antiquaire véreux, ce qui la mènera en prison.

## Fiche technique
- Titre : La Dilettante
- Réalisation : Pascal Thomas
- Scénario : Pascal Thomas et Jacques Lourcelles
- Décors : Frédéric Duru, Denis Mercier
- Costumes : Catherine Bouchard, Laurence Esnault et Maud Molyneux
- Musique du film : Reinhardt Wagner
- Photographie : Christophe Beaucarne assisté de Guillaume Deffontaines
- Montage : Catherine Dubeau, Sylvie Lager
- Distribution des rôles : Laurent Soulet
- Décorateur de plateau : Charles Senard
- Sociétés de production : Ah! Victoria! Films, Canal+, Euripide Productions,    France 2 Cinéma, TSH
- Société de distribution : Goutte d'Or Distribution
- Format : couleur - 1,66:1 - 35 mm -  Son Dolby Digital
- Pays de production :  France
- Genre : comédie
- Durée : 118 minutes
- Date de sortie : France - 7 juillet 1999
- Budget : 3 400 000 €
- Entrées France : 485 497

## Distribution
- Catherine Frot : Pierrette Dumortier
- Sébastien Cotterot : Éric
- Barbara Schulz : Nathalie
- Jacques Dacqmine : M. Delaunay
- Christian Morin : Edmond Rambert
- Marie-Christine Barrault : Thérèse Rambert
- Bernard Verley : André Ackermann
- Odette Laure : Zoé de la Tresmondière
- Gérard Hernandez : L'inspecteur de police
- Jean-François Balmer: Le président du tribunal
- Sophie Forte : Secrétaire de la directrice
- Jean Desailly : Édouard Thibault
- Clément Thomas : L'avocat de Pierrette
- Didier Bezace : L'abbé Ferro
- Gisèle Casadesus : la bénévole
- Michèle Garcia : la gestionnaire du collège
- Armelle : La juge d'instruction
- Roger Trapp: Maître Donizetti, l'expert
- Maud Molyneux

## Production

### Lieux de tournage
Une partie du film a été tournée au lycée Joliot-Curie de Nanterre (Hauts-de-Seine).

## Distinctions
- 1999 : Prix de la meilleure actrice au Festival international du film de Moscou.
- 2000 : Nomination à la 25e cérémonie des César dans les catégories meilleure actrice pour Catherine Frot (remporté par Karin Viard pour Haut les cœurs !) et meilleur espoir féminin pour Barbara Schulz (remporté par Audrey Tautou pour Vénus Beauté (Institut)).